# Gul skugglilja
Gul skugglilja (Tricyrtis latifolia) är en art i familjen liljeväxter, som förekommer i östra och centrala Kina, samt Japan. Arten odlas som trädgårdsväxt i Sverige.

### Webbkällor
- Svensk Kulturväxtdatabas